# Lindsborg
Lindsborg – miasto w Stanach Zjednoczonych, w stanie Kansas, w hrabstwie McPherson, położone nad rzeką Smoky Hill.